# Ferenczy Noémi-díj

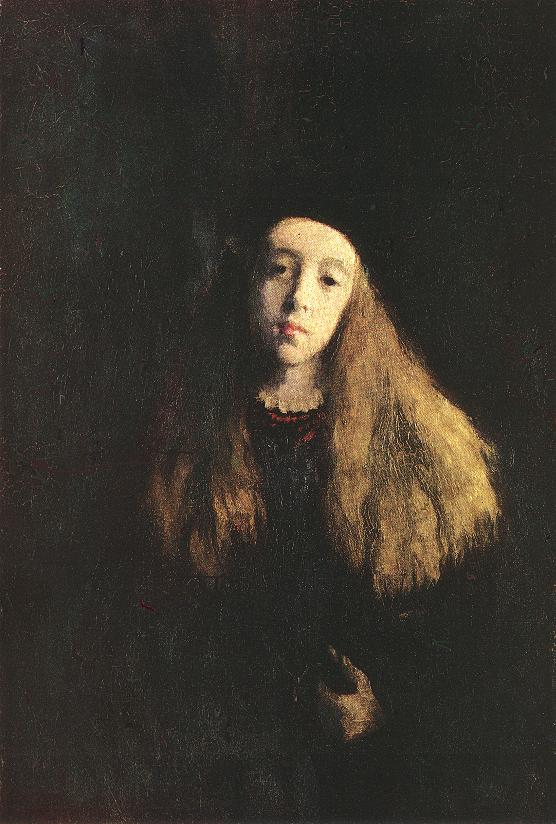
Ferenczy Károly: Noémi kibontott hajjal, 1903

A Ferenczy Noémi-díj kiemelkedő iparművészeti, ipari tervezőművészeti tevékenység elismerésére adományozható állami kitüntetés.
A díjat évente, március 15-én tizenkettő személy kaphatja.
A kitüntetett adományozást igazoló okiratot és érmet kap.
Az érem kerek alakú, bronzból készült, átmérője 80, vastagsága 8 milliméter. Az érem Kiss György szobrászművész alkotása, egyoldalas, Ferenczy Noémi domború arcképét ábrázolja, és FERENCZY NOÉMI-DÍJ felirattal van ellátva.

## Díjazottak

### 2025
- Berzsenyi Krisztina jelmez- és díszlettervező, a Színház- és Filmművészeti Egyetem mesteroktatója;
- Gothárd Erzsébet belsőépítész tervező;
- Gyöngy Enikő zománc- és ötvösművész;
- Szabó Verona textilművész;
- Üveges Péter József formatervező designer.

### 2024
- Carcassné Hegyvári Bernadett iparművész, a Széchenyi István Általános Iskola és Alapfokú Művészeti Iskola művésztanára;
- Elekes Gyula zománcművész;
- Király Fanni ötvös-iparművész;
- Nyíri Katalin textil iparművész;
- Trautsch András József belsőépítész iparművész.

### 2023
- Borsódy László keramikus iparművész,
- Czakó Zsolt grafikusművész, a Széchenyi István Egyetem Művészeti Kar, Design Tanszék művésztanára,
- M. Tóth Margit üvegművész,
- Szűcs Edit öltözék- és jelmeztervező, a Moholy-Nagy Művészeti Egyetem adjunktusa,
- Vinczellér Zsolt építésztervező művész, a Colorblock Kft. vezetője.

### 2022
- Balla Dóra grafikusművész, a Moholy-Nagy Művészeti Egyetem, habilitált egyetemi docens,
- Járási Ildikó Éva nyugalmazott képzőművész,
- Szendrényi Éva díszlettervező,
- Varga Edina textiltervező-iparművész, a Semmelweis Egyetem és a Kúria művészeti vezetője,
- Vigh Krisztina képzőművész.

### 2021
- Yasar Meral grafikus, tervezőművész
- Szőcs Éva Andrea vizuális- és keramikusművész
- Mascher Róbert formatervező iparművész
- Székely Orsolya iparművész
- Borbás Dorka üvegművész, designer

### 2020
- Dobány Sándor keramikusművész
- Fehér Erika textilművész
- Kneisz Eszter kárpitművész
- Pattantyús Gergely üvegtervező iparművész
- Szendrődiné Gombás Ágnes restaurátor-művész

### 2019
- Attalai Zita tervezőművész, vezető formatervező
- Bedő Csongor László restaurátor-művész
- Bornemisza Rozi grafikus tipográfus, a Számalk-Szalézi Szakgimnázium művésztanára
- Eln Ferenc tervezőgrafikus
- Fábry János iparművész, grafikus, művészeti szerkesztő
- Ficzere Anett, a Muzsai-Ficzere Művészeti és Építészeti Kft. belsőépítész tervezője
- Gulyás Judit textilművész, a Jelky András Művészeti Szakgimnázium művésztanára
- Jóry Judit művészettörténész, író
- Makai László filmberendező, díszlettervező
- Makkai Márta textilművész

### 2018
- Csókás Emese kárpitművész, a Tóparti Gimnázium és Művészeti Szakközépiskola művésztanára
- Hegedűs Andrea textiltervező
- Lenkei Balázs DLA formatervező iparművész,a Moholy-Nagy Művészeti Egyetem egyetemi adjunktusa
- Rékasy Bálint ötvös iparművész-designer
- Szabó Andrea grafikusművész, a Magyar Képzőművészeti Egyetem művésztanára

### 2017
- Harmati Hedvig, DLA, a Moholy-Nagy Művészeti Egyetem Textiltervező Tanszékvezető egyetemi docense, textiltervező iparművész
- Kerezsi Gyöngyi, keramikusművész
- Kiss Katalin, a Magyar Képzőművészeti Egyetem Képző- és Iparművészeti Szakgimnázium és Kollégium művésztanára, szakvezetője, textilművész
- Pápainé Ács Ilona, az ÁP Stúdió Kft. ügyvezetője, bőrtervező iparművész
- Zelenák Katalin, iparművész, a zuglói Ifjúsági Centrum művészeti vezetője, kárpitművész

### 2016
- Haber Szilvia Adél, ipari formatervező, művésztanár,
- Marcell Tamás, tervezőgrafikus, a Moholy-Nagy Művészeti Egyetem Tervezőgrafika Tanszék oktatója,
- Püspök Balázs, formatervező, a Moholy-Nagy Művészeti Egyetem Design Intézet, Formatervező Intézeti Tanszék egyetemi docense,
- Schuszter István Gusztáv, ékszertervező ötvösművész,
- Szigeti Szilvia, textiltervező

### 2015
- Bányász Judit textilművész
- Botos Péter üvegművész
- Göbölyös Márta textilművész
- Husz Ágnes keramikusművész
- Jáger Margit keramikusművész

### 2014
- Bicsár Vendel, ötvösművész
- Farkas Anna, tervezőgrafikus-művész
- Fodor Lóránt, egyetemi docens
- Kelemen Katalin, textilművész
- Szabó Edit, iparművész

### 2013
- Néma Júlia, keramikusművész
- Halasi Zoltán, grafikusművész
- Kányási Holb Margit, textilművész
- Somlai Tibor, belsőépítész
- Vajda Mária, gobelinművész

### 2012
- Békés Rozi tervező grafikusművész
- Bráda Judit textiltervező iparművész
- Cosovan Attila tervezőművész
- Kemény Péter keramikusművész
- Kassai Ferenc tervező grafikusművész
- Latin Anna textiltervező iparművész
- Máder Indira textiltervező iparművész
- Máté Tibor belsőépítész
- Melcher Mihály üvegtervező művész
- Rex Kis Béla belsőépítész
- Tóth Zoltán ötvösművész
- Zámboriné Fikó Katalin restaurátorművész

### 2011
- Ádám Krisztián, ötvösművész
- Balogh Edit, kárpitművész
- Csemán Ilona, keramikusművész
- Csepregi Sándor, belsőépítész
- Jakobovits Márta, keramikusművész
- Kecseti Gabriella, textiltervező iparművész
- Kelle Antal, formatervező művész
- Kiss István, alkalmazott grafikus
- Mester Éva, restaurátor művész
- Molnár Imre, iparművész
- Sipos Balázs, üvegművész
- Széles Judit, textilművész

### 2010
- Bein Klára, textilművész
- Hernádi Paula, zománcművész
- Kaliczky Katalin, formatervező iparművész
- Kálmán László, ötvösművész
- Kecskés Krisztina, üvegtervező iparművész
- Koós Pál, formatervező iparművész
- Lőrincz Attila, tervezőgrafikus művész
- Márkus Gábor, belsőépítész
- Nemes Takách László, restaurátorművész
- Penkala Éva, textiltervező iparművész
- Sárkány Roland, grafikusművész
- Szávoszt Katalin, keramikusművész

### 2009
- Balanyi Károly grafikus, zománcművész
- Bánfalvi András ötvösművész
- Gálócsy Edit keramikusművész
- Gáspár György üvegművész
- Jermakov Katalin ötvösművész
- Karattur Katalin textilművész
- Kovács Petronella fa- és bútorrestaurátor művész
- Kovács Zoltán belsőépítész
- Mátrai István tervező-grafikusművész
- Peredy Zoltán formatervező iparművész
- Rainer Péter belsőépítész
- Remsey Flóra textilművész

### 2008
- Fördős László ötvösművész
- Gergely László belsőépítész
- Hegyi Ibolya kárpitművész
- Kovács Júlia iparművész
- Millei Ilona restaurátor művész
- Nausch Géza ötvösművész
- Rátkai Erzsébet díszlettervező művész
- Regős Anna textilművész
- Szemereki Teréz keramikusművész
- Vargha Balázs tervezőgrafikus
- Vida Judit keramikusművész
- Zalavári József formatervező művész

### 2007
- Dárday Nikolett üvegművész
- Gombos István ötvös, iparművész
- Göde András, építész
- Kalmár István, a magyar gyermekkönyv illusztrátora
- Karsai Zsófia keramikusművész
- Miticzky Gábor ipari formatervező
- Pasqualetti Eleonóra textil- és gobelinművész
- Szalontai Éva textilművész
- Szebényi Judit iparművészeti és kerámia-restaurátor
- Szilágyi Ildikó ötvösművész
- Tihanyi Zsuzsanna keramikusművész
- Vertel Beatrix tervezőgrafikus-művész

### 2006
- Antal András keramikus
- Balogh Eleonóra üvegművész
- Benczúr Gyula tervező grafikus
- Doromby Mária textilművész
- Elek Lívia illusztrátor
- Földessy Péter iparművészeti restaurátor, a Magyar Nemzeti Múzeum Műtárgyvédelmi főosztály vezetője
- Manninger Mária textilművész
- O. Ecker Judit belsőépítész
- Polyák János, a Nyugat-Magyarországi Egyetem Szilikát tanszék munkatársa
- Tildi Béla, a Magyar Iparművészeti Egyetem adjunktusa
- Vereczkey Szilvia, a Képző- és Iparművészeti Szakközépiskola textilművésze
- Zidarics Ilona ötvösművész

### 2005
- Auth Attila tervezőgrafikus-művész, a Magyar Képzőművészeti Egyetem Tervezőgrafika Tanszék egyetemi adjunktusa
- Babos Pálma keramikusművész
- Baráth Hajnal textiltervező iparművész
- Csavarga Rózsa belsőépítész
- Gerle Margit keramikusművész
- Gink Judit textilművész
- Heinzelmann Emma illusztrátor
- Köblitz Birgit üvegtervező iparművész
- Dr. Morgós András a Magyar Nemzeti Múzeum tudományos kutatója
- Nyári Ildikó textiltervező-iparművész
- Rékasy Levente ötvösművész
- Stefániay Edit tűzzománc-művész

### 2004
- Ambrus Éva keramikusművész
- Benkő Cs. Gyula ipari formatervező művész
- Borkovics Péter üvegművész
- Hefkó Mihály belsőépítész
- Hévizi Éva tűzzománcművész
- Jahoda Maja belsőépítész
- Kerényi János tervezőgrafikus művész,
- Lévai Nóra textilművész
- Pájer Emilia textilművész
- Soltész György ötvösművész
- Szalay Zoltán restaurátorművész
- Vida Győző illusztrátor-grafikus művész

### 2003
- Bán Mariann keramikus
- Bárd Johanna alkalmazott grafikus, tipográfus
- Berzy Katalin keramikusművész
- Csenki Éva iparművész-restaurátor
- Czebe István üvegtervező iparművész
- Gyimóthy György, formatervező
- Keresztes Dóra grafikus-tervezőművész
- Kopcsányi Ottó ötvösművész
- Lencsés Ida kárpitművész
- Morelli Edit tűzzománc-művész
- Pápai Lívia kárpitművész
- Szekér Ferenc belsőépítész

### 2002
- Balázs József Róbert képzőművész
- Laczák Géza ötvösművész
- Lukácsi László üvegtervező-művész
- Madarászné Kathy Margit textilművész
- Nyerges Éva és Oláh Tamás gobelinművészek (megosztva)
- Pataky Dóra belsőépítész
- Pálfi György grafikusművész, a Magyar Iparművészeti Egyetem Vizuális Kommunikáció Tanszék egyetemi adjunktusa
- Sára Ernő, az ATELIER 21 Grafikai stúdió grafikusművésze
- Simó Ágoston keramikusművész
- Tavas Imre, a visegrádi Mátyás Király Múzeum restaurátora
- Varga Zsolt, a Valt Stúdió Bt. formatervezője
- Vásárhelyi Emese keramikusművész

### 2001
- Dobrányi Ildikó textilművész
- Gonzales Gábor üvegtervező iparművész
- Gyárfás Gábor tervezőgrafikus
- Katona Katalin ötvösművész
- Kádasi Éva keramikusművész
- Máté János ötvösművész
- Molnár Sándor keramikusművész
- Sümegi László formatervező iparművész
- Szilasi Anna textilművész
- Tóth Yoka Zsolt grafikusművész
- Varga Péter restaurátorművész
- Zobor László belsőépítész

### 2000
- Bajkó Anikó textilművész
- Bárkányi Attila formatervező iparművész
- Dvorszky Hedvig művészettörténész
- Hámory Judit textilművész
- Katona Szabó Erzsébet textilművész
- Krajtsovits Margit keramikusművész
- Szécsi Magda festő- és grafikusművész
- Szyksznian Wanda tervezőgrafikus
- Vagyóczky Károly grafikusművész
- Vida Zsuzsa üvegtervező iparművész

### 1999
- Batta Imre belsőépítész
- Erdei Sándor üvegtervező iparművész
- Kovács Gyula keramikusművész
- Kovács Péter textilművész
- Lovag Zsuzsa művészettörténész
- Molnár Gyula tervezőgrafikus
- Nagy Márta keramikusművész
- Rényi Krisztina grafikusművész
- Rónai Éva textilművész
- Székely Ildikó ötvösművész

### 1998
- Ardai Ildikó textilművész
- Baliga Kornél belsőépítész
- Borza Teréz keramikusművész
- Czapp György formatervező iparművész
- E. Szabó Margit textilművész
- Laborcz Flóra ötvösművész
- Probstner János keramikusművész
- Sárkány Győző grafikusművész
- Soós Katalin restaurátorművész
- Zsótér László tervezőgrafikus

### 1997
- Balogh Mihály ötvösművész
- T. Bruder Katalin restaurátor
- Faragó István tervezőgrafikus
- Fusz György keramikusművész
- Hefter László üvegtervező iparművész
- Kelecsényi Csilla textiltervező iparművész
- Málik Irén textiltervező iparművész
- Scherer József formatervező iparművész
- Szalai László keramikusművész
- Vásárhelyi János belsőépítész

### 1996
- Ducki Krzysztof grafikusművész
- Forintos Kálmán formatervező iparművész
- Kara György grafikusművész
- Marinov Gusztáv belsőépítész
- Nagy Péter tervezőgrafikus
- Pannonhalmi Zsuzsa keramikusművész
- Papp László ötvösművész
- Simonffy Márta textilművész
- Smetana Ágnes üvegtervező iparművész
- Székelyi Katalin textilművész
- Uherkovich Ágnes belsőépítész

### 1995
- Bakos István tervezőgrafikus
- Bánáti János belsőépítész
- Fekete László (grafikus( keramikusművész
- Fitz Péter művészettörténész
- Gaál Endre üvegtervező iparművész
- Gulyás Katalin textiltervező iparművész
- Koleszár Arany ötvösművész
- Kun Éva keramikusművész
- Polgár Csaba textiltervező iparművész
- Szentpéteri Tibor formatervező iparművész

### 1994
- Blazsek Gyöngyvér belsőépítész
- Eck Imréné restaurátor
- Forgács Éva művészettörténész
- Harsay Ilona bőrtervező
- Jegenyés János üvegtervező iparművész
- Lehoczky János ötvösművész
- Lőrincz Győző keramikusművész
- Nagy Tibor formatervező iparművész
- Tóth Sándor textiltervező
- Veress Miklós porcelántervező művész

### 1993
- Jerger Krisztina művészettörténész
- Kertészfi Ágnes üvegtervező iparművész
- Kókay Krisztina textilművész
- Kótai József ötvösművész
- Lovas Ilona textil- és képzőművész
- Mezey László belsőépítész
- Nagy Alexandra formatervező iparművész
- Sipos Enikő restaurátor, textilművész
- Somogyi Pál György belsőépítész
- Thury Levente keramikusművész

### 1992
- Bakó Ilona textilművész
- Balázs Irén textilművész
- Detre Villő belsőépítész
- Hauser Beáta textilművész
- Keserü Katalin művészettörténész
- Orbán Katalin keramikusművész
- Pázmándi Antal keramikusművész
- Plachtovics Vilmos belsőépítész
- Sigmond Géza üvegtervező iparművész
- Simon Károly formatervező iparművész